# Нарбони, Моше
Моше́ бен Иеошу́а бен мар Давид Нарбо́ни , известный также как Видаль Биасом, (год рождения неизвестен, Перпиньян, Франция — 1362?) — средневековый еврейский философ, раввин, врач, комментатор Аристотеля, Александра Афродисийского, Аверроэса, Маймонида. Жил главным образом в Нарбонне, отсюда прозвание Нарбони.

## Биография
Первоначальное образование Моше́ бен Иеошу́а  получил у отца, затем учился у раввинов Авраама и Моисея Каслари. Моше был хорошо знаком не только с раввинской литературой, но и с философией и медициной. Имел большой успех как врач. В философии следовал Аверроэсу. Нарбонни обладал энциклопедической эрудицией, хорошо знал сочинения всех арабских и еврейских философов, а через них и греков. Возможно владел латынью. Нарбони учился также в Испании, в частности, в Толедо. 
Нарбони жил во время гонений на евреев после эпидемии чумы («Чёрная смерть»), поразившей Европу в середине XIV века. Из-за этого покинул Перпиньян в 1344 году и вынужден был бежать от толпы погромщиков в Сервере в 1349 году, оставив всё имущество. Жил также в Барселоне, Толедо и Бургосе, где и начал в 1355 году писать свой комментарий к «Путеводителю растерянных», который был закончен в Сории в 1362 году незадолго до смерти.
Умер на пути домой после очередного путешествия в преклонном возрасте.

## Сочинения Нарбони
Некоторые сочинения Нарбони не сохранились. Многие его работы написаны в тяжёлых жизненных условиях войны и опасностей.

### Комментарии
1. К раннему трактату Маймонида по логике
2. К «Путеводителю растерянных» Маймонида, напечатан первый раз только в XVIII веке вместе с комментарием Соломона Маймона, переиздан в XIX веке в Вене.
3. К Аверроэсу, Александру Афродисийскому
4. К Аль-Газали, Ибн Туфайлю
5. К библейской книге Плач Иеремии

### Собственные философские сочинения
1. ивр. «אגרת שיער קומה»‎ («Iggeret Shi’ur Qomah», «Послание по поводу трактата „Об измерении Божественного тела“»)
2. ивр. «מאמר הבחירה»‎ («Ma’amar ha-behira», «Трактат о свободе выбора»)
3. ивр. «פרקי משה»‎ («Pirke Moshe», «Главы Моисея»)

### Медицина
1. ивр. «אורח חיים»‎ («Orah haiim», «Путь жизни»)[K 1]

## Философия и богословие

### Познание и существование
Нарбони как и многие другие философы того времени интересовался проблемами знания Бога о мире и знаниями человека о Боге и мире.
Философы объяснили, что не существует ничего, кроме двух вещей: Бога и Его творений; и что все существующее, отличное от Бога, существует благодаря Ему; [что] Он есть истинно существующий, Который знает все; [что] Его знание и Он Сам идентичны и [что] в Нем (хвала Ему!) разум, разумеющее и разумеемое суть одно и то же («Послание по поводу трактата „Об измерении Божественного тела“»)).

Иерархия бытия тесно связана у Нарбони с характером знания, высшие знают о низших всё и сообщают низшим знание о себе. Бог обладает наиболее полным знанием, поэтому Он — первопричина всего, а самое высшее знание человека есть знание, каким образом Бог является Первопричиной. 
Он [Маймонид] хочет сказать, что последнее знание, которое мы можем иметь о Боге (хвала Ему!), состоит в нашем знании того, каким образом Он является Первопричиной. Ибо зная это, мы узнаем столько правды о Нем, сколько позволяет узнать наша природа, а именно: мы [будем знать,] что Он есть Первопричина, поскольку представляет собой единство разума, разумеющего и разумеемого, постигаемого разными способами, а формы Он разумеет в самом славном из возможных существований («Об измерении Божественного тела»).
 Тем самым, по Нарбонни неправильно говорить о сотворении мира во времени, но Бог есть причина мира, которая непрерывно даёт его существование. Из Бога непрерывно проистекает поток форм, образующих мир. Материя же, по Нарбони, вне формы вообще не существует, форма же может существовать отдельно, с телом или внутри тела как внутренняя форма.
В «Главах Моисея» Нарбони явно утверждает, что Мир существовал вечно и это доказуемо, но что это надо скрывать от простых масс по политическим причинам. Более того, Нарбони утверждает при этом, что это одна из тайн, заключённых в «Путеводителе растерянных» Маймонида.

### Активный Интеллект, пророчество, Провидение
Нарбони написал комментарий к известной книге Ибн Туфайля «Хай ибн Якзан» о человеке, который, будучи на необитаемом острове, смог путём размышлений достичь пророчества путём соединения с Активным Интеллектом. Сам Нарбони рассматривал вопрос, может ли человек присоединиться к Активному Интеллекту. Он утверждал, что утверждение о невозможности пора пересмотреть, что может означать намёк на то, что он сам его достиг.
Когда человек примыкает к Активному интеллекту исчезают все воображаемые формы, и человек приобретает власть над материей и способность творить чудеса. Но и до того, как он дойдёт до этой ступени, Провидение занимается человеком в соответствии со степенью близости человека к Активному Интеллекту.

### Язык
В то время существовали две главные теории языка. По одной, он был изобретён людьми для общения, и слова являются конвенцией. По другой, язык явился божественным откровением и содержит скрытые свойства. Нарбони более тяготел ко второй теории и утверждал, что в иврите слова, даже заимствованные из других языков, выражают суть предмета. В частности, имена Бога на иврите дают описание, невозможное на арабском или другом языке.

### Евреи и неевреи
Нарбони принял точку зрения рационалистов, в том числе, Аверроэса, что религия основывается на философских рациональных основах и что люди отличаются друг от друга прежде всего знаниями. Поэтому он не видел никакого специального врожденного преимущества у евреев. Он считал также, что и иудаизм, и ислам являются истинными монотеистическими религиями, но иудаизм, по Нарбони, имеет всё же преимущества: 1) он более древний и явился источником ислама, 2) задаёт идеальный образ жизни 3) пользуется языком иврит, наиболее полно подходящим для выражения природы вещей.

## Медицина
Книга Нарбони «Путь жизни» изучалась историками и содержит интересный исторический материал. В целом Нарбони следует Галену, как он излагается в арабской литературе того времени. Он использует также традиционные еврейские источники и латинских авторов. Терминология, используемая Нарбони достаточно сложная, ощущается влияние  арабского, иврита и латыни. Книга содержит ссылки на множество источников, в частности на четырёх еврейских врачей, самым известным из которых был Маймонид. Про последнего Нарбони утверждает, что в его обязанности как врача входило посещение узников, где он будто бы видел людей, сошедших с ума и дошедших до мании величия от чрезмерных занятий науками.
В книги описаны применяемые тогда методы лечения, профилактические режимы, педагогические приёмы, поиски новых средств, в частности новый вид пластыря, изобретённый самим Нарбони, а также редкий случай вскрытия с научными целями. Автор использовал средства, имеющие рациональные объяснения, но иногда прибегал и к магии, амулетам и астрологическим объяснениям. Например, от импотенции, вызванной заклятием, было рекомендовано подвергаться окуриванию смолой в четырёх углах дома в течение девяти ничей.
В книге упоминается эпидемия чумы «Чёрная смерть» и как автор с трудом спасся от еврейского погрома, связанного с эпидемией. В целом, однако, из книги следует, что мусульманские и еврейские врачи высоко ценились в христианской Испании того времени.

## Астрология
Нарбони верил в астрологию и даже объяснял с её помощью смысл заповедей. Так, жертвы Судного Дня должны умиротворить князя планеты Марс. Задача астрологии, по Нарбони, выполнять Божественные указания по борьбе с дурными влияниями звёзд.

## Комментарии
1. ↑  Следует отличать от раздела книги Шулхан арух и других книг с тем же названием
2. ↑  Христианство отталкивало его догматом троичности

раввин